# Всекиму своето
„Всекиму своето“, в превод от латинското suum cuique, е положение от римското право и политическата философия.

## История
Всекиму своето е принцип, който може да бъде открит още в Древна Гърция. В IV век пр.н.е. Платон твърди в „Държавата“, че основен принцип на справедливостта е ὅπως ἂν ἕκαστοι μήτ' ἔχωσι τἀλλότρια μήτε τω̂ν αὑτω̂ν στέρωνται, „човек не трябва да взима чуждото, нито да му отнемат неговото“ (Πολιτεία, IV, 433е).
Латинската фраза е засвидетелствана в I век пр.н.е. най-рано у римския оратор, философ и държавник Марк Тулий Цицерон. В „За законите“ Цицерон пише Eamque rem illi Graeco putant nomine (νόμον) a suum cuique tribuendo appellatam, „Него (закона) гърците са го нарекли всекиму своето“ - гръцката дума за закон (νομός) произлиза от νέμω, разпределям. (De Legibus, 1, 6 19). Фразата е често използвана и в други негови трудове: Iustitia suum cuique distribuit, „справедливостта (правото) отдава всекиму своето“ (De Natura Deorum, III, 38.) и ...ut fortitudo in laboribus periculisque cernatur, ...iustitia in suo cuique tribuendo., „така смелостта се проявява в трудности и опасности, ...справедливостта в отдаването всекиму своето“ (De Finibus, Bonorum et Malorum, liber V, 67).
В своите „Анали“ Тацит пише: Suum cuique decus posteritas rependit..., „Потомството въздава всекиму подобаващата почит...“ (Annales, IV, 35).
Авъл Гелий в своите „Атически нощи“ вкарва думите в устата на Марк Порций Катон Стари: Suum cuique per me uti atque frui licet, Що се отнася до мен - всекиму своето е позволено да използва и да му се наслаждава.
Положението влиза в делата на видния римски юрист от III век Улпиан и оттам Трибониан го прави откриваща максима на Corpus Iuris Civilis на Юстиниан Велики: Iustitia est constans et perpetua voluntas ius suum cuique tribuere, „Справедливостта (правото) е в постоянната и твърда воля да се раздава всекиму своето“ (Digesta I, 1) и Iuris praecepta sunt haec: honeste vivere, alterum non laedere, suum cuique tribuere, „Предписанията на правото са такива: да се живее честно, да не се вреди другиму, да се отдава всекиму своето“ (Digesta I, 1, 4).

## Модерни употреби

### Българска употреба
Фразата е често използвана от българския революционер Васил Левски: „Но и ние търсим случай да разкъсаме робските вериги, да изгоним далече от земята си турските кеседжии, да подигнем и изградим храма на първата свобода и да дадем всекиму своето“, „В Българско не ще има цар, а „народно управление“ и „всекиму своето“, „Ще разбереш каква искаме да бъде нашата свобода---: чиста свобода българину и секиму своето“ и други.
Прочутата реплика на Левски „Ще имаме едно знаме, на което ще пише: „Свята и чиста република“ е преработена от редактора на вестник „Свобода“ Любен Каравелов в „На нашето знаме... тряба да бъдат написани само три думи: „Свобода и секиму своето!“

### Немска употреба
Suum cuique е мотото на пруския крал Фридрих I и все още се използва от германската военна полиция (Feldjäger). Фразата е поставена на най-високия пруски орден - „Черен орел“.
Изразът е негативно натоварен с циничната си употреба от нацистите по време на Втората световна война - надписът в немския си превод Jedem das Seine е поставен на входа на концентрационния лагер Бухенвалд. Надписът на вратата е запазен и след войната, когато съветските окупационни части използват лагера като място за задържане на нацистки военнопрестъпници и политически противници на режима.
Фразата все още се използва като поговорка в немскоговорещите страни.

### Други
Suum cuique се използва често и в хералдиката, той е девизът на столицата на Намибия — Виндхук.
Редица търговски компаниите между които Майкрософт, Мак Доналдс, Нокиа и други използват вариантът „за всекиго подходящото“ за слоган в рекламните кампании на свои продукти.
Вариантът Unicuique suum е мото на ватиканския вестник „Осерваторе Романо“.
Всекиму своето е в основата на либертарианската максима разработена от Робърт Нозик и Дейвид Боаз „От всеки както избере, на всеки според както е избрал и както е избран.“